# Motu
Pour l’article homonyme, voir Motu (homonymie).
Cet article possède un paronyme, voir Motu proprio.
Ne doit pas être confondu avec Cayes.

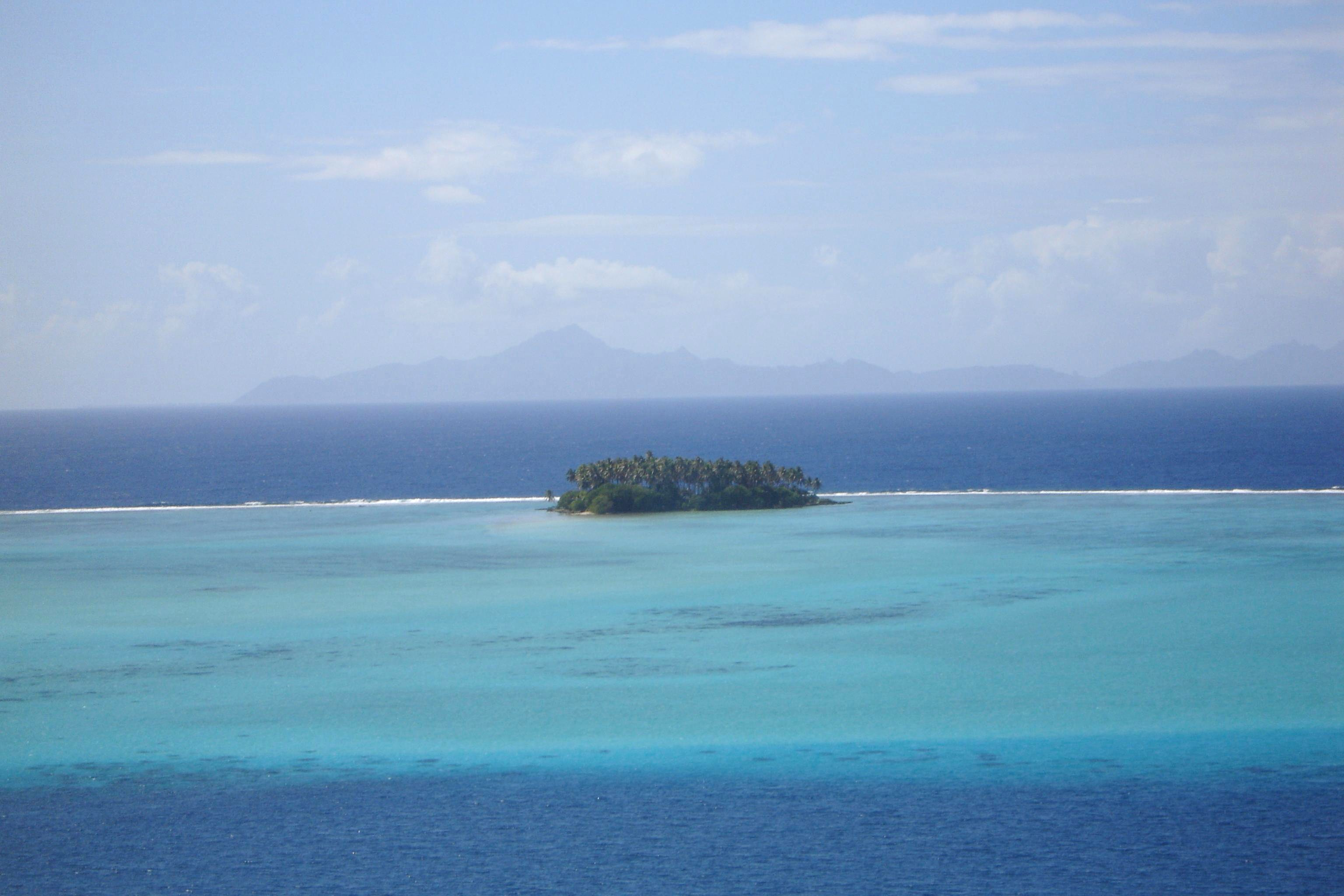
Petit motu au sud de Raiatea en Polynésie française. La ligne blanche, juste derrière le motu, montre la séparation entre l'océan et le lagon.

Un motu (/mo.tu/) est un îlot de sable corallien sur la couronne récifale d'un atoll ou à l'arrière d'un récif barrière d'île volcanique. Il s'agit généralement d'un banc de sable accumulé dans une zone où les courants marins ralentissent, où le sable peut se déposer, comme sur les bords d'une passe, à l'arrière d'un récif, ou sur un haut-fond. Quelques motus sont des restes d'un récif émergé plus ancien et sont formés uniquement d'un agrégat de concrétions calcaires reposant sur un socle récifal, et présentant une absence notable de dépôts sablonneux. Les motus alternent avec les hoas. La plupart portent une faible végétation, notamment des cocotiers. Ces îlots de sable sont parfois mal stabilisés, et peuvent disparaître ou se former à la suite, par exemple, d'une forte dépression tropicale.

## Étymologie

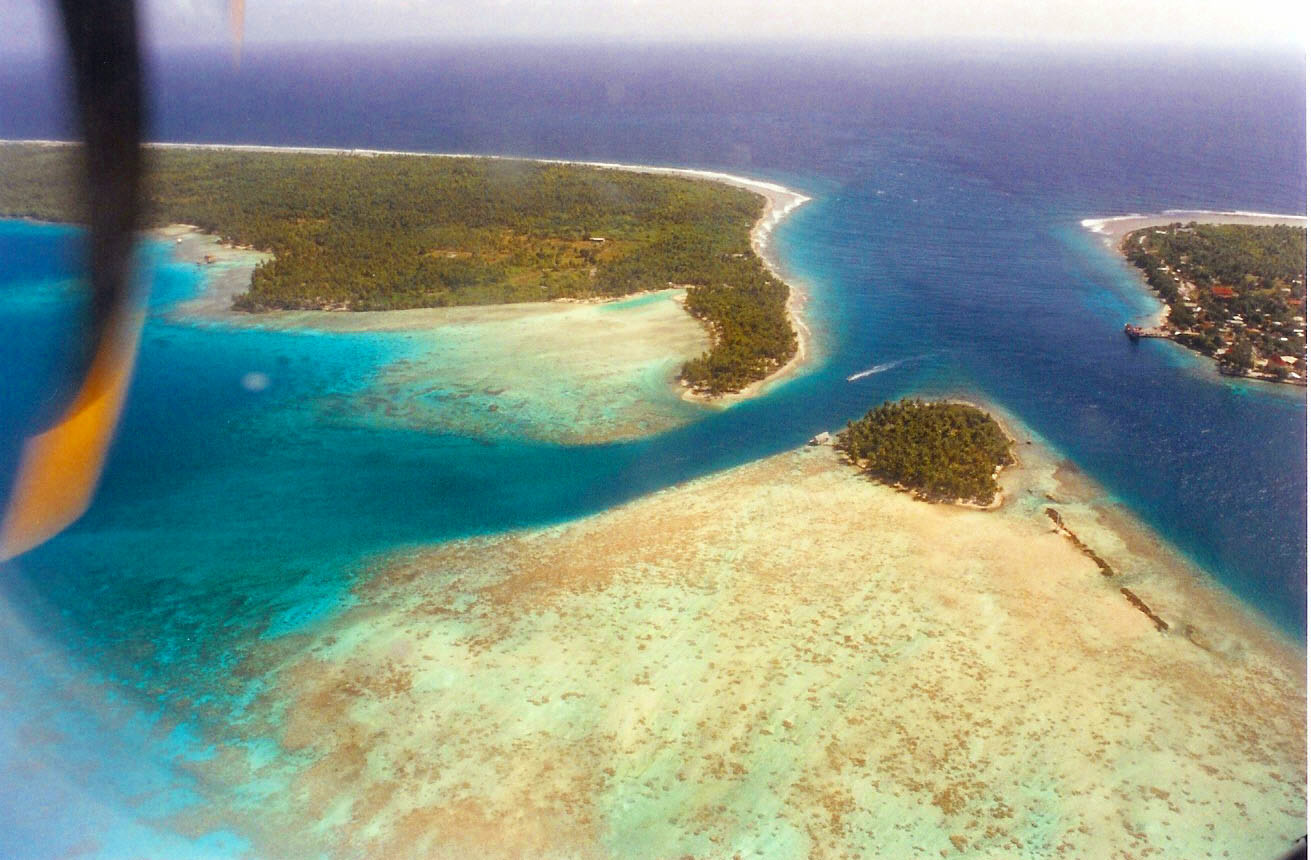
Motu en formation sur les bords de la passe d'Avatoru, sur l'atoll de Rangiroa.

Ce mot d'origine tahitienne se retrouve dans la plupart des langues polynésiennes, et a pour sens : coupé, séparé ; sens le plus courant :  île, îlot, péninsule.
Bien que dans les langues polynésiennes, il puisse désigner une grande île volcanique ou un atoll tout entier, les géographes (école française) sont convenus de l'utiliser en tant que terme scientifique spécifique pour les bancs d'origines détritique qu'on rencontre en chapelets ou en forme de langue sur les couronnes récifales des atolls d'une part et des récifs barrières des îles hautes, d'autre part. On retrouve le terme dans le nom de nombreux îles et îlots, par exemple dans Tuamotu.

## Géographie

### Topographie
Les motus forment l'essentiel des terres émergées d'un atoll, et les eaux de ruissellement forment souvent une nappe phréatique. Ils sont des îlots de taille variable, pouvant parfois ne faire que quelques dizaines de mètres de diamètre.
Étant constitués de sable, les motus dépassent rarement les 10 mètres de hauteur. Ils possèdent un relief particulier : étant intégralement constitués de sable, leur centre n’est pas forcément plus élevé que leurs côtes. Ceci est dû au fait que le sable peut se déplacer et se déposer de manière irrégulière, créant ainsi des reliefs discontinus.

### Climat
De par leur position géographique sur le tropique du Capricorne, les motus bénéficient tous d’un climat tropical de type maritime humide, marqué par une saison sèche et une saison humide. Les températures y sont élevées et sont comprises la plupart de l’année entre 20°C et 35°C.
Les motus connaissent des mois pluvieux, de septembre à décembre pour les motus situés dans le pacifique, de septembre à octobre pour ceux situés dans l’océan indien.

### Écosystème
Les motus abritent une végétation tropicale apte à se développer sur leurs sols fortement calcaires et salés. Cette végétation est à l'origine d'une fine couche d'humus.
La flore des motus se caractérise par une végétation composée de cocotiers et d’espèces caractéristiques : tou, tafano, fara, nono, atoto. Certains végétaux sont parfois introduits par l’humain dans le cadre de l’agriculture, comme la pastèque. On trouve aussi sur les motus certaines plantes considérées comme « très rares », comme la Pisonia grandis.
Côté faune, on trouve dans les récifs des oursins (fetuae), des étoiles de mer (taramea), des oursins noirs (vana), des porcelaines-tigre, des térèbres, des crabes maculés, des langoustes, des crustacés et autres mollusques.
De nombreuses espèces d’oiseaux sont présents dans les motus (Noddi, Frégate), ainsi que de nombreuses espèces de poissons exotiques, dont la présence est favorisée par les lagons qui possèdent de nombreuses conditions favorables à leur développement.

## Lieu d'habitat

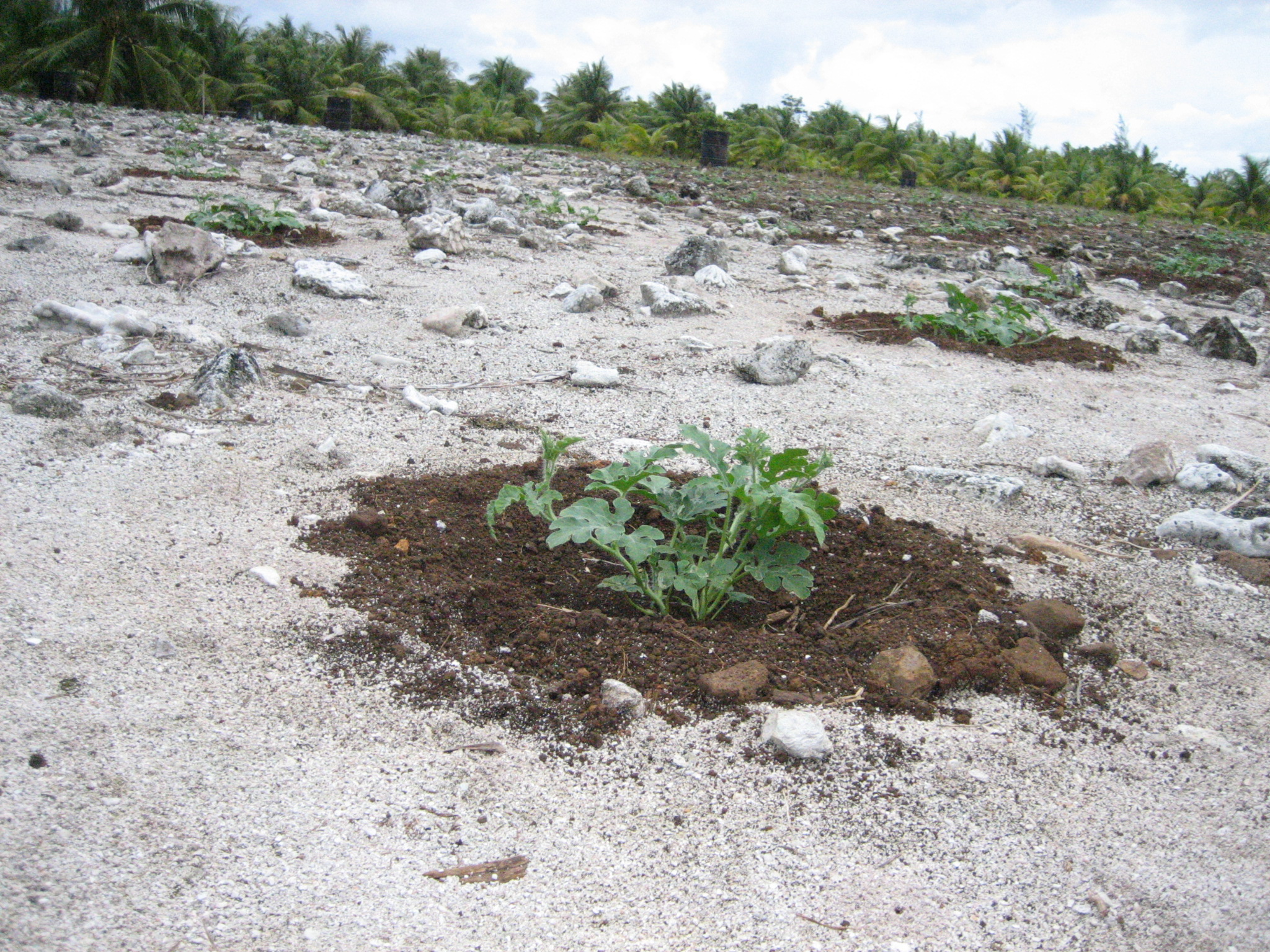
Culture de pastèque sur un motu.

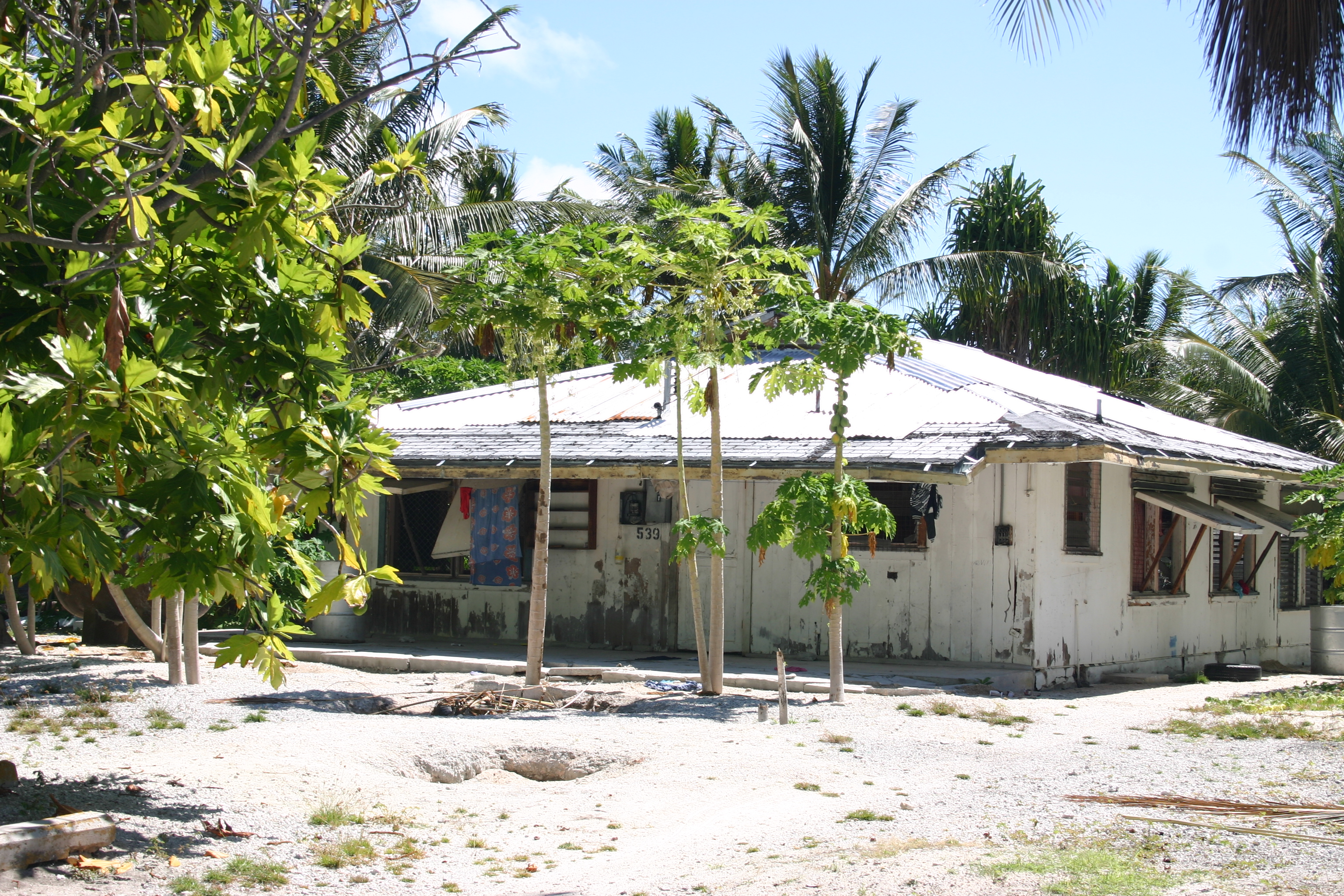
Habitation abandonnée sur l'atoll Canton, aux Kiribati.

### Populations locales
Depuis la colonisation humaine, des populations comme les polynésiens ou les mélanésiens s'y installent de façon temporaire ou permanente.
L’alimentation est alors principalement tournée vers la pêche, mais ce milieu offre également de petites zones d'exploitation agricole vivrière. Certaines cultures y sont aujourd'hui commerciales, comme les pastèques ou le tiaré tahiti.

### Activités touristiques
Dans le cadre du développement du tourisme, les motus sont des cadres recherchés pour l'installation de structures hôtelières. Les motus offrent une tranquillité absolue, mais aussi une vue sur le lagon ou l’île sur lesquelles ils donnent. Le côté lagon est particulièrement recherché pour sa situation abritée, ses plages de sable blanc, son lagon d’eaux calmes et parfois la présence de récifs coralliens. 
Ce type d'implantation à visée économique n'est pas sans poser de nombreux problèmes fonciers, sociétaux, et environnementaux. Les populations locales perçoivent ces implantations touristiques comme une perte de territoire. Elles transforment brutalement le milieu, bien que la conservation de l'aspect naturel du site soit fréquemment un objectif affiché des exploitants. L'implantation d'un hôtel entraîne également des problèmes au niveau des ressources en eau douce, la population touristique en étant une grande consommatrice. Lorsqu'une nappe phréatique d'un motu est puisée trop fortement, des infiltrations d'eau de mer surviennent et provoquent une salinisation de la réserve d'eau douce. Ce type de problème est présent également sur les zones de fort peuplement, et il est généralement résolu techniquement par l'installation de citernes de collecte des eaux de pluie et de dessalinisateurs. Dans les cas de motus d'îles hautes, une canalisation d'eau douce peut être installée pour relier le motu à travers le lagon jusqu'au système général d'alimentation en eau de l'île.

## Commerce de motus
Il existe un commerce autour des motus. Ceux-ci sont mis en vente par l’État qui les possède ou par des acteurs privés (héritiers, entreprises,…), et sont principalement achetés par des entreprises touristiques, attirées par la possibilité d'y créer de nouvelles installations (hôtels, centres de vacances,...). Il existe aussi un marché de niche à destination d'individus souhaitant acheter un îlot pour leur propre loisir.
Le prix d'un motu varie entre un peu plus de 4 € le m2 (500 francs Pacifique) à 39 millions d'euros (4,6 milliards de francs Pacifique), prix record auquel le Motu Tane est encore en vente en avril 2022. Ces prix varient en fonction de nombreux éléments : aridité, exposition au vent, accessibilité ou encore présence d’une partie protégée. Les motus les moins chers sont vierges : ainsi les coûts sont démultipliés lorsqu’il s’agit d’y installer l’eau, l’électricité ou des habitations.